# José Luis Morales Nogales
José Luis Morales Nogales (Madrid, España, 23 de julio de 1987) es un futbolista español. Juega en la posición de delantero en el Levante Unión Deportiva de la Primera División de España.

## Trayectoria
José Luis Morales se crio en Getafe. Sus comienzos deportivos tuvieron lugar en los campos de fútbol de su ciudad. 
Su talento futbolístico se pudo ver desde bien temprano en el barrio de San Isidro, donde dejaba muestras de su gran talento, en los campos de fútbol sala de Las Heras, en el Polideportivo San Isidro y en campo de fútbol Magallanes, principalmente.
Empezó jugando en el A. D. C. Brunete, un equipo de Getafe, de donde salió en la temporada 2006-07 para recalar en las filas de la A. D. C. Parla, donde permaneció cuatro temporadas hasta que fichó por el Club Fútbol Fuenlabrada, donde pasó la temporada 2010-11.
En 2011 fichó por el filial del Levante, después de llamar la atención de uno de los ojeadores del club valenciano. Tras dos temporadas en su disciplina, el 17 de abril de 2013, la entidad anunció su renovación hasta el año 2015 así como su incorporación al primer equipo en la próxima campaña.
Jugó cedido en la Sociedad Deportiva Eibar, durante la temporada 2013-14, donde fue uno de los hombres claves en el primer ascenso de la historia del equipo eibarrés a la máxima categoría. Tras su temporada con los armeros, de cara a la temporada 2014-15, regresó al equipo levantino y obtuvo ficha con el primer equipo. Debutó en la máxima competición, el 30 de agosto de 2014, en la derrota por 3-0 ante el Athletic Club. Su primer gol en Primera División fue ante la S. D. Eibar en Ipurúa (3-3), el 4 de octubre.
En la temporada 2017-18 fue el máximo goleador del equipo con diez tantos en Liga y dos en Copa, algunos tan destacados como el anotado en San Mamés ante el Athletic (1-3) tras una acción individual iniciada en su propio campo. El 7 de mayo de 2018, con su gol al C. D. Leganés, se convirtió en el máximo goleador histórico del club valenciano en Primera División con 19 tantos.
El 17 de agosto inició la temporada 2018-19 con un doblete en la victoria por 0-3 ante el Real Betis. El primero de ellos fue gracias a una cabalgada de 74 metros, donde regateó a cuatro jugadores verdiblancos. El 20 de octubre abrió el marcador en la victoria por 1 a 2 ante el Real Madrid a domicilio.
El 24 de junio de 2022, una semana después de haber anunciado su marcha del Levante U. D., se hizo oficial su fichaje por el Villarreal C. F.

En el momento de su marcha era el segundo jugador con más partidos oficiales jugados y el máximo goleador de la historia del Levante Unión Deportiva.
El 5 de julio de 2024, dos años después de su marcha, regresó al Levante U. D. con un contrato de una temporada con opción a otra.

## Estadísticas

### Clubes
Actualizado al último partido disputado el 1 de junio de 2025.
| Club                            | Div.          | Temporada     | Liga  | Liga  | Copas nacionales | Copas nacionales | Copas internacionales | Copas internacionales | Total | Total |
| Club                            | Div.          | Temporada     | Part. | Goles | Part.            | Goles            | Part.                 | Goles                 | Part. | Goles |
| ------------------------------- | ------------- | ------------- | ----- | ----- | ---------------- | ---------------- | --------------------- | --------------------- | ----- | ----- |
| A. D. Parla · España            | 3.ª           | 2009-10       | 9     | 11    | ―                | ―                | ―                     | ―                     | 9     | 11    |
| A. D. Parla · España            | Total club    | Total club    | 9     | 11    | 0                | 0                | 0                     | 0                     | 9     | 11    |
| C. F. Fuenlabrada · España      | 3.ª           | 2010-11       | 3     | 1     | ―                | ―                | ―                     | ―                     | 3     | 1     |
| C. F. Fuenlabrada · España      | Total club    | Total club    | 3     | 1     | 0                | 0                | 0                     | 0                     | 3     | 1     |
| Atlético Levante U. D. · España | 3.ª           | 2011-12       | 11    | 10    | ―                | ―                | ―                     | ―                     | 11    | 10    |
| Atlético Levante U. D. · España | 2.ª B         | 2012-13       | 40    | 8     | ―                | ―                | ―                     | ―                     | 40    | 8     |
| Atlético Levante U. D. · España | Total club    | Total club    | 51    | 18    | 0                | 0                | 0                     | 0                     | 51    | 18    |
| S. D. Eibar · España            | 2.ª           | 2013-14       | 38    | 3     | 2                | 0                | ―                     | ―                     | 40    | 3     |
| S. D. Eibar · España            | Total club    | Total club    | 38    | 3     | 2                | 0                | 0                     | 0                     | 40    | 3     |
| Levante U. D. · España          | 1.ª           | 2014-15       | 36    | 3     | 0                | 0                | ―                     | ―                     | 36    | 3     |
| Levante U. D. · España          | 1.ª           | 2015-16       | 35    | 7     | 1                | 0                | ―                     | ―                     | 36    | 7     |
| Levante U. D. · España          | 2.ª           | 2016-17       | 40    | 4     | 0                | 0                | ―                     | ―                     | 40    | 4     |
| Levante U. D. · España          | 1.ª           | 2017-18       | 35    | 10    | 4                | 2                | ―                     | ―                     | 39    | 12    |
| Levante U. D. · España          | 1.ª           | 2018-19       | 37    | 12    | 1                | 0                | ―                     | ―                     | 38    | 12    |
| Levante U. D. · España          | 1.ª           | 2019-20       | 38    | 4     | 3                | 0                | ―                     | ―                     | 41    | 4     |
| Levante U. D. · España          | 1.ª           | 2020-21       | 38    | 14    | 7                | 1                | ―                     | ―                     | 45    | 15    |
| Levante U. D. · España          | 1.ª           | 2021-22       | 35    | 13    | 1                | 0                | ―                     | ―                     | 36    | 13    |
| Villarreal C. F. · España       | 1.ª           | 2022-23       | 29    | 7     | 3                | 2                | 10                    | 6                     | 42    | 15    |
| Villarreal C. F. · España       | 1.ª           | 2023-24       | 29    | 7     | 3                | 2                | 6                     | 1                     | 38    | 10    |
| Villarreal C. F. · España       | Total club    | Total club    | 58    | 14    | 6                | 4                | 16                    | 7                     | 80    | 25    |
| Levante U. D. · España          | 2.ª           | 2024-25       | 42    | 11    | 1                | 1                | ―                     | ―                     | 43    | 12    |
| Levante U. D. · España          | Total club    | Total club    | 336   | 78    | 18               | 4                | 0                     | 0                     | 354   | 82    |
| Total carrera                   | Total carrera | Total carrera | 495   | 125   | 26               | 8                | 16                    | 7                     | 537   | 140   |
| 1.                              |               |               |       |       |                  |                  |                       |                       |       |       |

### Hat-tricks
| Partidos en los que anotó tres o más goles | Partidos en los que anotó tres o más goles | Partidos en los que anotó tres o más goles | Partidos en los que anotó tres o más goles | Partidos en los que anotó tres o más goles | Partidos en los que anotó tres o más goles | Partidos en los que anotó tres o más goles | Partidos en los que anotó tres o más goles |
| #                                          | Fecha                                      | Lugar                                      | Equipo                                     | Rival                                      | Goles                                      | Resultado                                  | Competición                                |
| ------------------------------------------ | ------------------------------------------ | ------------------------------------------ | ------------------------------------------ | ------------------------------------------ | ------------------------------------------ | ------------------------------------------ | ------------------------------------------ |
| 1                                          | 26 de noviembre de 2023                    | Estadio de la Cerámica, Villarreal         | Villarreal C. F.                           | FK Austria Viena                           | Gol · Gol · Gol                            | 5 - 0                                      | Europa League 2022-23                      |
| 2                                          | 6 de octubre de 2022                       | Estadio de la Cerámica, Villarreal         | Villarreal C. F.                           | C. A. Osasuna                              | Gol · Gol · Gol                            | 3 - 1                                      | Primera División 2023-24                   |

## Palmarés

### Distinciones individuales
| Distinción                                                            | Año  |
| --------------------------------------------------------------------- | ---- |
| Premio BBVA del mes de diciembre al mejor jugador de Segunda División | 2013 |